# Sinoxylon parviclava
Sinoxylon parviclava is een keversoort uit de familie boorkevers (Bostrichidae). De wetenschappelijke naam van de soort is voor het eerst geldig gepubliceerd in 1918 door Lesne.